# Provincia di Linares
La provincia di Linares è una provincia del Cile centrale, che appartiene alla Regione del Maule ("VII Región"). La provincia confina:
- a nord con la provincia di Talca,
- a ovest con la provincia di Cauquenes,

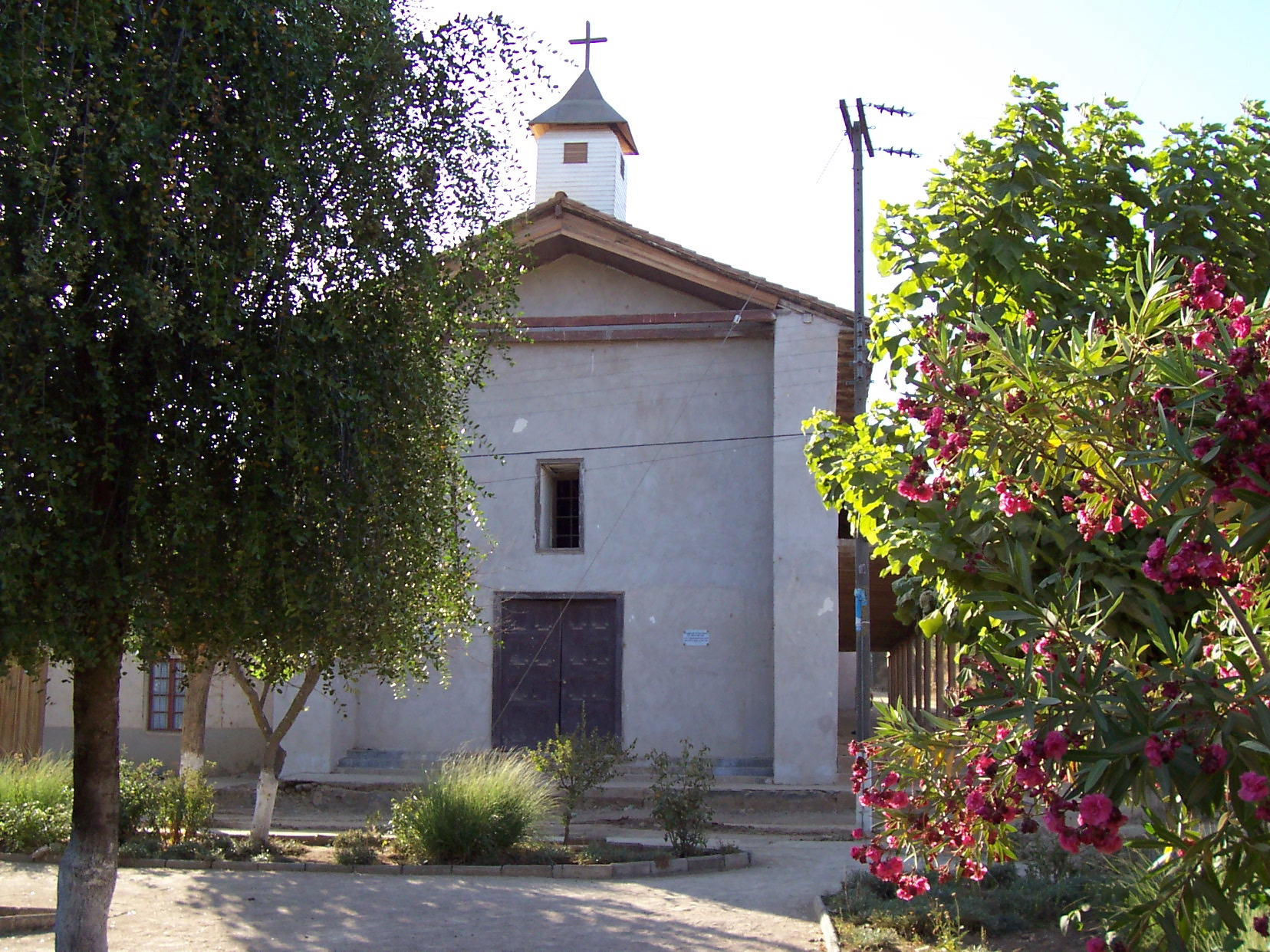
Chiesa parrocchiale del borgo di Nirivilo, comune di San Javier, provincia di Linares, Cile. La chiesa, che appartiene al periodo coloniale cileno, è stata dichiarata monumento nazionale. La parrocchia appartiene alla diocesi cilena di Linares.

- a sud con la provincia di Ñuble,
- a est con l'Argentina

## Dati
La provincia di Linares è situata nel centro del Cile e il capoluogo provinciale, la città di Linares, si trova circa 300 chilometri a sud di Santiago del Cile. La provincia conta 8 comuni e 253.990 abitanti (2002) e si estende per 10.050 chilometri quadrati (il 33,1% del territorio regionale). È attraversata da numerosi corsi d'acqua naturali tra i quali i principali sono i fiumi Loncomilla, Melado, Achibueno, Perquilauquén, Longaví, Ancoa e Putagán. Tutti questi fiumi appartengono al bacino del Maule.

## Elenco dei comuni
| Comune                   | Abitanti (2002) |
| Linares                  | 83.249          |
| San Javier de Loncomilla | 37.793          |
| Villa Alegre             | 14.725          |
| Colbún                   | 17.619          |
| Yerbas Buenas            | 16.134          |
| Longaví                  | 28.161          |
| Retiro                   | 18.235          |
| Parral                   | 37.822          |

## Profilo economico
La provincia di Linares ha favorevoli condizioni climatiche e una buona irrigazione naturale nella sua valle centrale. Pertanto, in Linares, l'agricoltura e l'agroindustria sono molto importanti nell'economia locale. Le colture più redditizie sono costituite dagli cereali, dagli ortaggi, dai legumi, dai frutti, dai vini di qualità, dalla barbabietola da zucchero, etc.
Nella provincia di Linares si produce il 74% del riso cileno. La provincia esporta vini di qualità, uva da tavola, kiwi, bacche e diversi altri prodotti agricoli. La città di Linares è un importante centro cileno dell'industria della barbabietola da zucchero.